# Lat mie maar lopen
Lat mie maar lopen is een album van Willem Vermandere uit 1981. Het was zijn zesde elpee. Ook hier bezong Vermandere veel dagelijkse dingen en zijn eigen streek. 

## Nummers
Kant 1
1. "Lat mie maar lopen"
2. "De bomen"
3. "Ik plantte ne keer patatten"
4. "Chance dat 't regent"
5. "Voor Marie-Louise"
6. "Geboorte"

Kant 2
1. "De Panne", over de duinen en hoogbouw in De Panne
2. "Moeder Cordula"
3. "Broekventje"
4. "Omda' k geiren leve"
5. "Mijn huis"
6. "Winterwiegelied"

## Bezetting
- Guido Desimpelaere : gitaar
- Freddy Possenier : contrabas
- Freddy Desmet : klarinet, fluit
- Frank Vercruysse : piano
- Katrien Coppé : viool
- Lieven Vandewalle : cello
- Willem Vermandere : zang, gitaar, autoharp, banjo, basklarinet

## Covers
- De Nederlandse zanger Hans de Booij coverde de titelsong in 1992 op zijn album Vlaamse Helden.[1]
- De Vlaamse zanger Johan Verminnen coverde "Voor Marie-Louise" in 2009 op zijn album Solozeiler. Hij vertaalde tekst hiervoor deels naar het Frans.[2]
- De Nederlandse zanger Herman van Veen coverde "Voor Marie-Louise" in 2002 op zijn album Vreemde Namen.[3]